# Cryphiomima
Cryphiomima là một chi bướm đêm thuộc họ Noctuidae.

## Các loài
- Cryphiomima obliqua Berio, 1976/77[1]